# Église Saint-Martin de Croisilles
Pour les articles homonymes, voir Église Saint-Martin.
L'église Saint-Martin est une église catholique située à Croisilles, en France. Datant des XIIIe et XVIIIe siècles, elle est inscrite au titre des Monuments historiques.

## Localisation
L'église est située dans le département français du Calvados, à 1 km à l'ouest du bourg de Croisilles.

## Historique
Arcisse de Caumont date l'église du XIIIe siècle, le clocher ayant été ajouté au XVIIIe.

## Architecture
L'édifice est inscrit au titre des Monuments historiques depuis le 13 avril 1933.

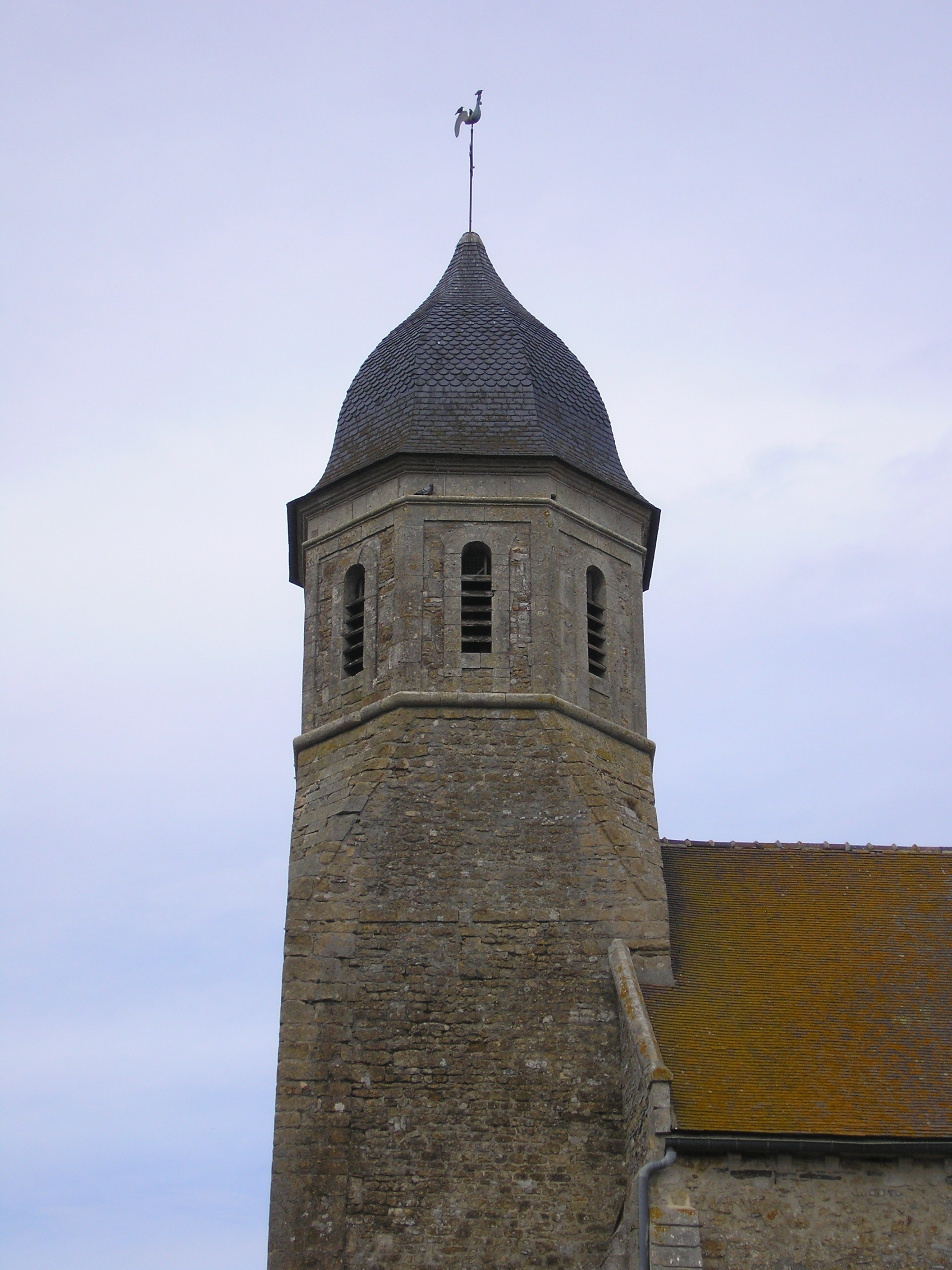
Le clocher.
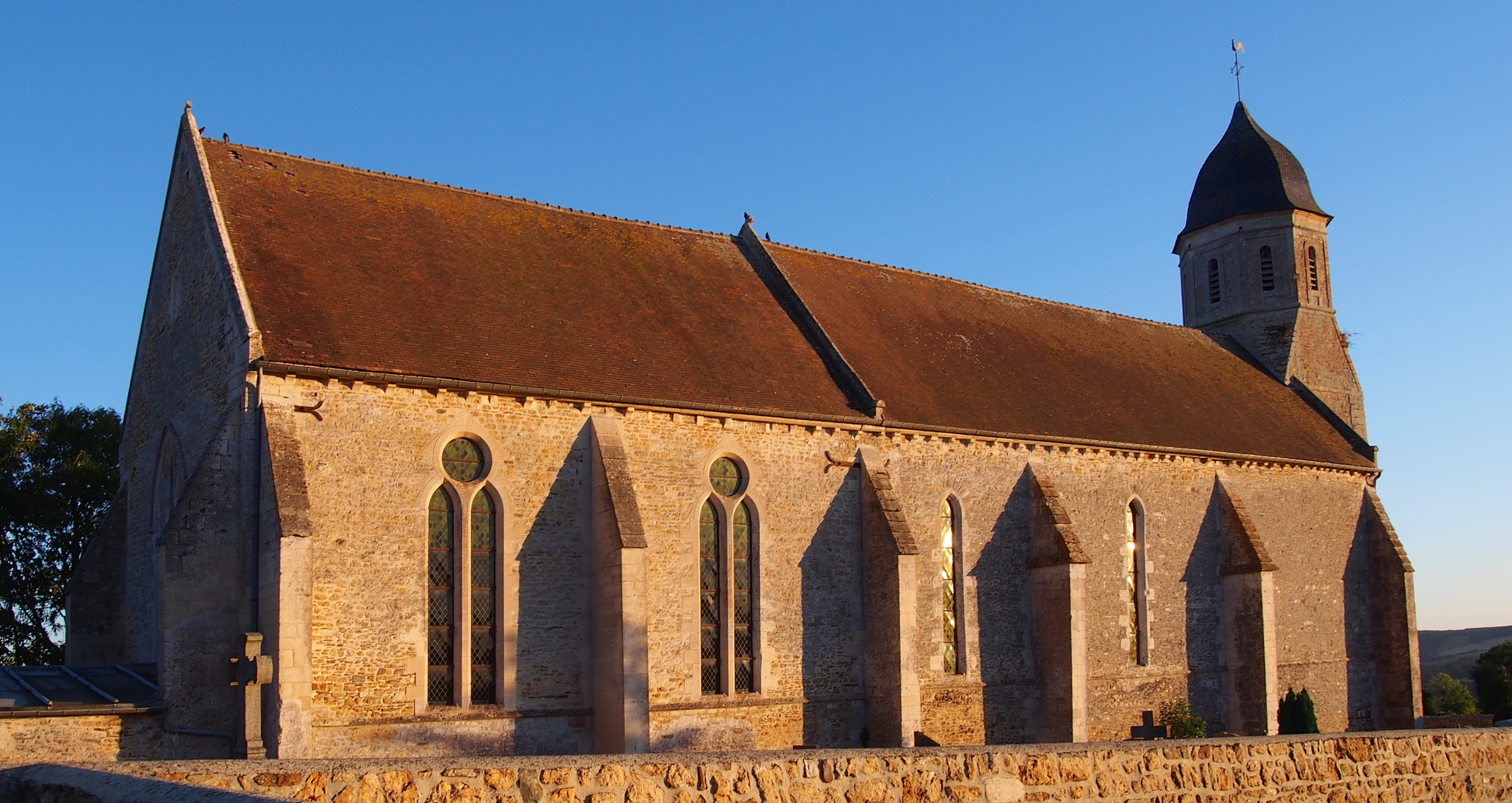
Façade septentrionale.